# Blueprint (PANDORAのアルバム)
『Blueprint』（ブループリント）は、PANDORAが2018年2月7日に発売したミニアルバムである。

## 概要
PANDORAとして初めてのミニアルバムで、2022年現在、最後にリリースされたCDである。
先行シングルとして発売された「Be The One」の他、新曲などが収録されている。
CDとBlu-rayおよびフォトブックレットから成る初回盤と、CDのみの通常盤の2形態で発売された。

## 収録曲
CD
- 全作詞・作曲・編曲 : 小室哲哉・浅倉大介（#3はインストゥルメンタルのため作詞はノークレジット）。

1. Be The One (UK mix)
先行シングルの楽曲をアルバム用にミックスしたものを収録[1]。
2. Shining Star
ULTRA JAPAN 2017に出演時に披露され、Miyuuがボーカルで参加した新曲[1]。
3. Aerodynamics
2017年、MUTEK CLOSING PARTYで小室哲哉が披露した楽曲のPANDORAバージョン[1]。
4. proud of you (UK mix)
先行シングルの楽曲をアルバム用にミックスしたものを収録[1]。

Blu-ray（初回限定盤のみ）
1. Documentary Film
Red Bull Music Studios Tokyoなどで行われた２人の制作現場に密着したドキュメンタリー映像[1]。
2. Be The One (Music Video)

## クレジット
- Recording Engineer : 徳田善久, 川田真大, 与田春生
- Mix Engineer : Dave Ford
- Mastering Engineer : Tim Young (at Metropolis Mastering)
- Sound Engineer : TK SONG MAFIA
- Guest Vocal : 
Beverly (#1)
Miyuu (#2)
仮面ライダーGIRLS (#4)
- Jacket Photo : 三浦太輔
- Jacket Model : Rumina Bhuiyan
- Art Direction & Design : ヨシカワマサル, かわたまさひろ, こうさかゆみ
- A&R : 石井優
- General Producer : 黒岩克巳, 樋口慎太郎
- Executive Supervisor : 林真司
- Executive Producer : 松浦勝人

## リリース履歴
| No. | 日付         | レーベル  | 規格            | 規格品番     | 最高順位 | 備考 |
| --- | ------------ | --------- | --------------- | ------------ | -------- | ---- |
| 1   | 2018年2月7日 | avex trax | CD+Blu-ray Disc | AVCD-93839/B | 9位      |      |
| 2   | 2018年2月7日 | avex trax | CD              | AVCD-93840   | 9位      |      |